# Roberto Gallinat
Roberto Tremaine Gallinat (Atlanta, 29 dicembre 1996) è un cestista statunitense.